# 868
Het jaar 868 is het 68e jaar in de 9e eeuw volgens de christelijke jaartelling.

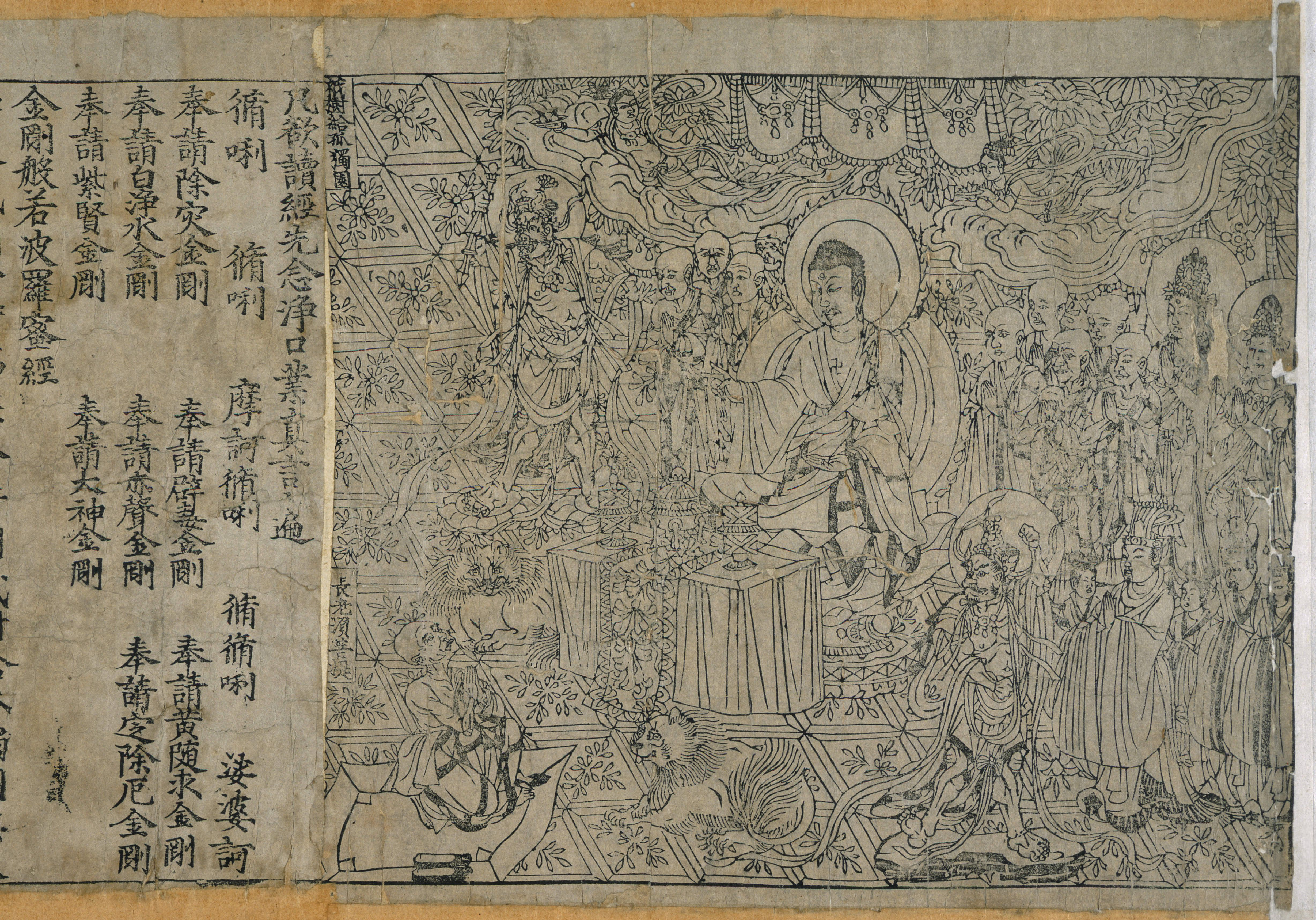
Afbeelding uit het boek Diamantsoetra

## Gebeurtenissen

### Brittannië
- Alfred de Grote treedt in het huwelijk met Ealhswith, een edelvrouw gerelateerd aan het koninklijk huis van Mercia.[1] Hij steunt zijn broer Ethelred I in een alliantie met Mercia.
- Ethelred I en Alfred proberen tevergeefs het Grote Deense leger uit het aangrenzende Mercia te weren. De Vikingen veroveren Nottingham en slaan een winterkamp op.

### Europa
- Koning Karel de Kale sluit in Metz een verdrag met zijn broer Lodewijk de Duitser over de verdeling van Lotharingen (een koninkrijk bestuurd door koning Lotharius II).
- Het eerste graafschap Portucale wordt opgericht tijdens de Reconquista nadat de Moren zijn verdreven. Het scheidt zich af van Gallaecia als leengoed van Asturië.
- Bernard Plantevelue, graaf van Poitiers, verzoent zich met Karel de Kale. Hij krijgt de graafschappen Auvergne en Velay toegewezen.

### Arabische Rijk
- De stad Mérida (huidige Spanje) komt in opstand tegen de heerschappij van de Moren. Emir Mohammed I onderdrukt het verzet en laat de stadsmuren verwoesten.
- De Toeloeniden stichten de eerste onafhankelijke dynastie in het vroeg-islamitisch Egypte. De provincie scheidt zich af van het kalifaat van de Abbasiden.

### China
- 11 mei – De Diamantsoetra wordt vervaardigd tijdens de Tang dynastie, het oudste gedrukte Chinese boek.

### Lage Landen
- Eerste schriftelijke vermeldingen van Erondegem (of 869), Maurage, Mehaigne, Montignies-sur-Sambre, Montigny-le-Tilleul, Pry, Schendelbeke, Zarlardinge en Zegelsem.

## Religie
- Ratramnus van Corbie, Frankisch abt en theoloog, schrijft zijn boekwerk "Contra Graecorum opposita".

## Geboren
- Ælfthryth, dochter van Alfred de Grote (overleden 929)
- Mohammed al-Mahdi, Arabisch imam (waarschijnlijke datum)

## Overleden
- Al-Djahiz, Afro-Arabisch schrijver en geleerde (of 869)
- Ratramnus van Corbie, Frankisch theoloog (waarschijnlijke datum)